# Phlegmasia alba dolens
Phlegmasia alba dolens (griechisch phlegmasia Entzündung, Fieber; lateinisch albus „weiß“; lateinisch dolere „schmerzen“), auch „Milchbein“ oder „weiße Schenkelgeschwulst“, ist eine Thrombose der Venen meist im Becken und am Oberschenkel mit Schwellung, hochgradiger Druckschmerzhaftigkeit und wachsartiger Blässe der betroffenen Extremität sowie häufigem Fieber.
Hauptursache der Phlegmasia alba dolens ist eine massive Thrombose der tiefen Leitvenen einer Extremität, die zu einer Beeinträchtigung des venösen Rückflusses von Blut führt. Im Unterschied zur Phlegmasia caerulea dolens sind aber die Kollateralvenen nicht oder nur geringfügig betroffen, so dass der Blutrückfluss zwar erschwert, aber nicht aufgehoben ist. Die Blässe wird durch eine Störung auch des arteriellen Zuflusses von Blut verursacht, deren Ursache nicht geklärt ist. Diskutiert werden Schock-Folgen, erhöhter Gefäßwiderstand, Kollaps von Arteriolen durch erhöhten Druck im Gewebe und Gefäß-Spasmen.
Als Risikofaktoren für eine Thrombose kommen Krebserkrankungen (bei 20–40 % der Patienten), Störungen der Blutgerinnung, Operationen oder Verletzungen sowie Entzündungen in Frage, etwa 10 % der Patienten mit einer Phlegmasia weisen allerdings keinen dieser Faktoren auf. Besonders die Phlegmasia alba dolens ist oft mit einer Schwangerschaft (besonders im dritten Trimenon) und dem Wochenbett (besonders bei einer Parametritis puerperalis) assoziiert.
Behandlung und Verlauf siehe: Venenthrombose